# イルムの丘ユースホステル
イルムの丘ユースホステル（イルムのおかユースホステル）は日本ユースホステル協会に加盟している北海道のユースホステル。イルムケップ山の山麓のリンゴ園の周辺に建つ。

## 設備
- 個人や小グループに適している
- 余裕があればグループで一室利用可
- ゲストルームあり
- 駐車場あり
- 洗濯機あり
- 乾燥機あり
- 荷物預かりあり
- 周辺にスキー場あり
- 周辺に温泉あり
- レンタサイクルあり

## 休館
3月下旬 - 4月10日、11月下旬 - 12月10日

## アクセス
- 函館本線深川駅下車(バス停5条8番より音江経由滝川行8分)音江下車徒歩12分

## 周辺情報
- カムイスキーリンクス
- 国見峠
- アグリ工房まあぶ